# Regeringen Sorsa III
Regeringen Sorsa III var Republiken Finlands 62:a regering, i vilken partierna SDP, Centern, SFP och DFFF ingick. DFFF lämnade regeringen i december 1982 varvid Liberala folkpartiet tog dess plats. Ministären regerade 19 februari 1982–6 maj 1983.
| Minister                                                    | Period                                   | Parti         |
| ----------------------------------------------------------- | ---------------------------------------- | ------------- |
| Statsminister Kalevi Sorsa Ahti Pekkala, ställföreträdare   | 19.2.1982–6.5.1983 19.2.1982–6.5.1983    | SDP Centern   |
| Utrikesminister Pär Stenbäck                                | 19.2.1982–6.5.1983                       | SFP           |
| Justitieminister Christoffer Taxell                         | 19.2.1982–6.5.1983                       | SFP           |
| Inrikesminister Matti Ahde                                  | 19.2.1982–6.5.1983                       | SDP           |
| Försvarsminister Juhani Saukkonen                           | 19.2.1982–6.5.1983                       | Centern       |
| Finansminister Ahti Pekkala                                 | 19.2.1982–6.5.1983                       | Centern       |
| Undervisningsminister Kalevi Kivistö Kaarina Suonio         | 19.2.1982–31.12.1982 31.12.1982–6.5.1983 | DFFF SDP      |
| Jord- och skogsbruksminister Taisto Tähkämaa                | 19.2.1982–6.5.1983                       | Centern       |
| Trafikminister Jarmo Wahlström Reino Breilin                | 19.2.1982–31.12.1982 31.12.1982–6.5.1983 | DFFF SDP      |
| Handels- och industriminister Esko Ollila                   | 19.2.1982–6.5.1983                       | Centern       |
| Social- och hälsovårdsminister Jacob Söderman Vappu Taipale | 19.2.1982–30.6.1982 1.7.1982–6.5.1983    | SDP           |
| Arbetskraftsminister Jouko Kajanoja Veikko Helle            | 19.2.1982–31.12.1982 31.12.1982–6.5.1983 | DFFF SDP      |
| 2:a social- och hälsovårdsminister Marjatta Väänänen        | 19.2.1982–6.5.1983                       | Centern       |
| 2:a undervisningsminister Kaarina Suonio Arvo Salo          | 19.2.1982–31.12.1982 31.12.1982–6.5.1983 | SDP           |
| 2:a finansminister Mauno Forsman Jermu Laine                | 19.2.1982–15.9.1982 15.9.1982–6.5.1983   | SDP           |
| Minister i statsrådets kansli Mikko Jokela                  | 19.2.1982–6.5.1983                       | Centern       |
| Utrikeshandelsminister Esko Rekola Arne Berner              | 19.2.1982–31.12.1982 31.12.1982–6.5.1983 | opolitisk LFP |